# Karl-Heinz Moeller

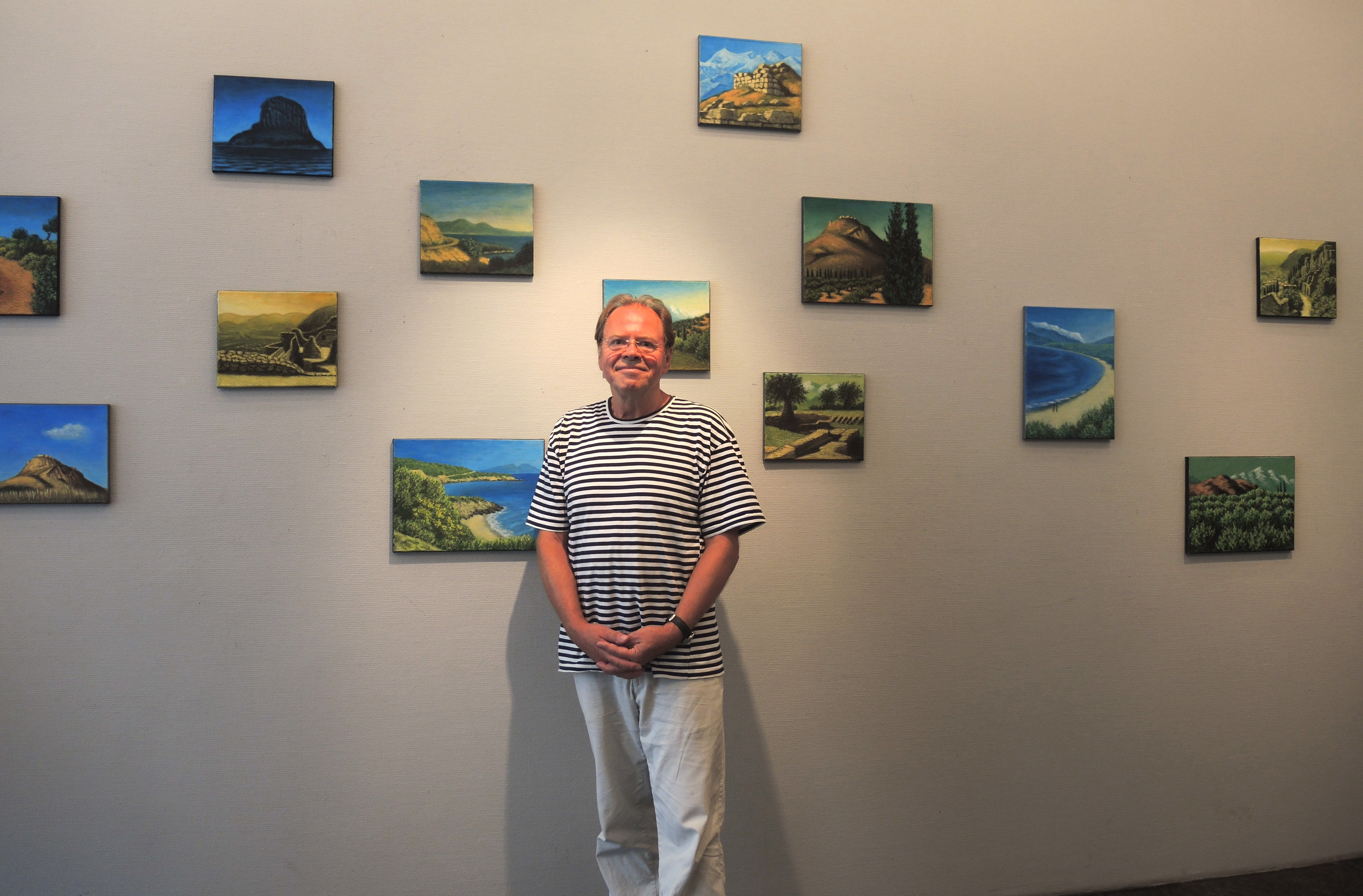
Karl-Heinz Moeller bei seiner Ausstellung „Greek Sundowner“ (2016)

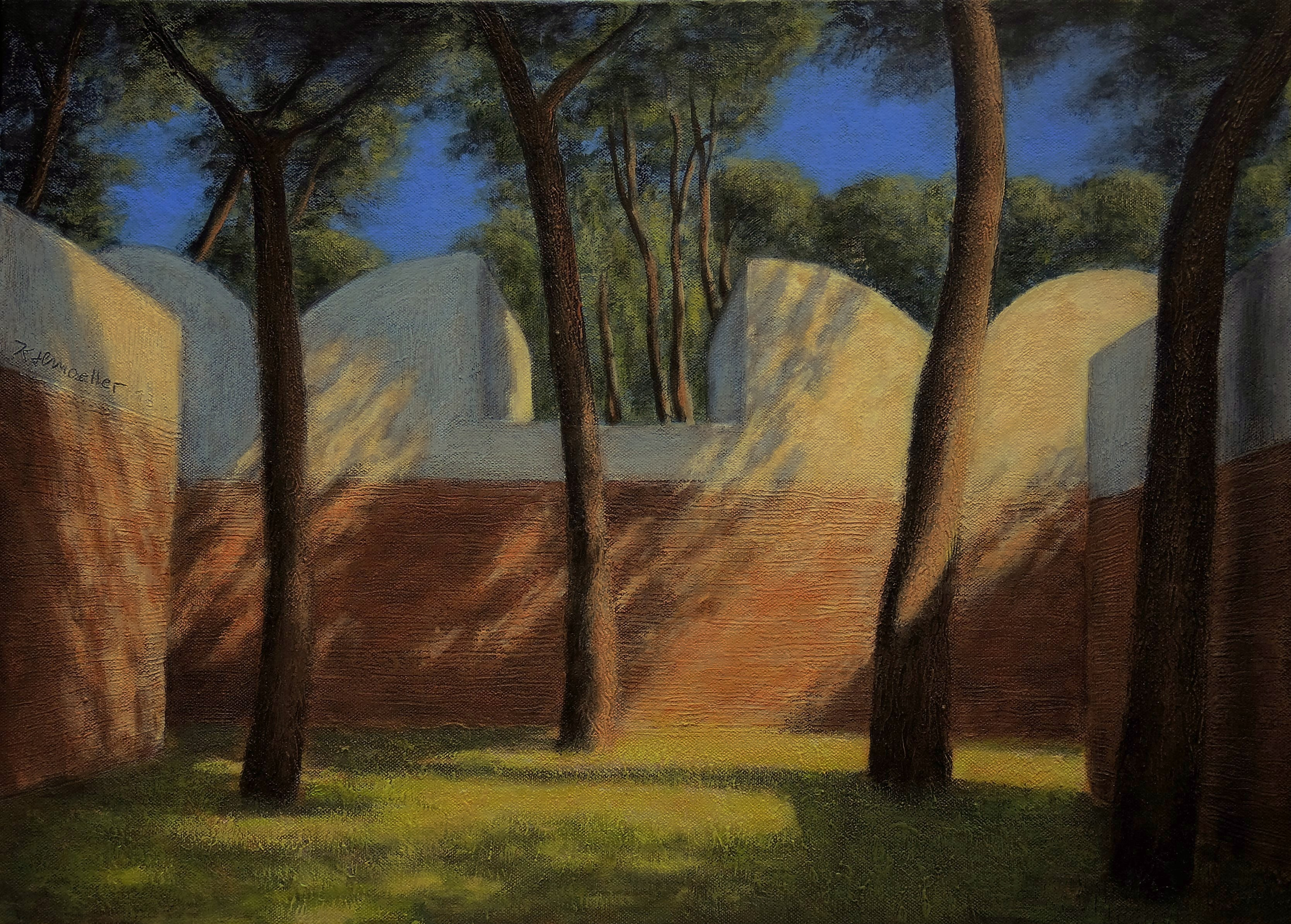
Fondation Maeght Frankreich

Karl-Heinz Moeller (* 25. August 1950 in Wismar; † 8. November 2020 in Berlin) war ein deutscher Maler.
Erste Werke Moellers wurden ab 1976 in Wismar, Rostock, Greifswald, Berlin (Ost) und Prag ausgestellt. 1980 wurde er wegen „Vorbereitung der Republikflucht“ verhaftet und zu einer Freiheitsstrafe von zweieinhalb Jahren verurteilt. Nach anderthalbjähriger Haft wurde er Ende 1981 von der Bundesrepublik Deutschland freigekauft und lebte seitdem als freischaffender Künstler in Berlin, seit 1986 im Wechsel auch in der Provinz Imperia. Zahlreiche Werke Moellers wurden international ausgestellt. Ab April 2015 war er zudem als Landwirt in Griechenland tätig.